# Ceremonia secreta
Ceremonia secreta es una novela gótica del escritor argentino Marco Denevi. Sucesora de la laureada Rosaura a las diez, fue publicada por primera vez en 1960 en un volumen titulado Ceremonia Secreta y Otros Cuentos de América Latina Premiados en el Concurso Literario de Life en español editado por Doubleday, que contenía los cuentos (cuento largo o novela corta, en el caso de la obra de Denevi) de los tres primeros puestos y aquellos ocho que habían obtenido una mención honorífica, incluido uno -Jacob y el otro-  del ya por entonces reconocido Juan Carlos Onetti y otro del todavía ignoto Haroldo Conti.
La primera impresión individual de la novela fue realizada por Ediciones Corregidor en 1960, una reproducción autorizada por Life en español. 

## Trama
Ceremonia secreta narra la misteriosa relación entre Leonides Arrufat, una solterona solitaria de 58 años, y Cecilia Engelhard, una joven huérfana que la confunde con su madre. 
Leonides practica un ritual cotidiano donde temprano en la mañana pasa por algunas casas del pueblo, dejando ofrendas que consisten en distintas clases de flores, rezando delante de las puertas de las casas de aquellas personas que despiertan su compasión. Cuando se trata de alguien que considera merece el castigo divino, Leonides no deja una flor sino una rama de ortiga, hasta llegar a su destino final, el cementerio de la cementerio de la Chacarita, donde visita a sus padres y hermanos, quienes fallecieron simultánemente en circunstancias que no se detallan.
Leonides y Cecilia se conocen en el tranvía, cuando Cecilia le clava la mirada a Leonides y decide seguirla. Leonides, por su parte, guiada por una mezcla de curiosidad y lástima. se deja llevar y acompaña la muchacha a su casa, un lúgubre caserón con una habitación llena de retratos de una mujer que ya no está, pero que habrá de revivir de forma misteriosa. Allí, descubre el motivo por el que la muchacha la sigue y la trata con tanto cariño: la confunde con su madre fallecida, Guirlanda Santos, con quien Leonides guarda un parecido notable. 
En un ambiente oscuro y asfixiante, dentro de la mansión en ruinas de Cecilia -escenario típico de la novela gótica-, Leonides se va alienando al punto de la locura, creyendo realmente ser la madre de la chica. Poco después irrumpen dos desconocidas que desequilibran la ficción autoimpuesta de las dos mujeres solitarias. Al entrar abruptamente en sus vidas, estos personajes, Mercedes y Encarnación, desbaratan ese mundo. A partir del descubrimiento de una serie de cartas, de una salida misteriosa de Cecilia fuera de la casa y de la aparición de las dos amigas de la difunta, Leonides comienza una pesquisa para descifrar la verdad detrás del misterio. ¿Es Cecilia una pobre joven perturbada que cree ver en ella la viva imagen de la madre? ¿O es una mujer perdida, pérfida como aquellas a las que Leonides desprecia y busca que se arrepientan, impostora en su sinrazón y manipuladora con intenciones poco claras?
La novela da un leve vuelco, intercalando con el estilo gótico general varios tópicos del género policial. Así, Leonides se convierte en una suerte de investigadora que sigue pistas y reconstruye los hechos. 
Para descubrir la verdad Leonides se ve obligada a salir de la casa y enfrentar a Mercedes y Encarnación. Para ello, decide adquirir una nueva identidad: Anabelí Santos, la supuesta prima de Guirlanda.
De esta manera descubre, interpelando a Mercedes y Encarnación, que el episodio traumático que enloqueció a Cecilia no fue la muerte de su madre, sino otro. Su prima Belena, quien se había mudado con ella luego de la muerte de Guirlanda, la había mandado matar para quedarse con la herencia. Pero los jóvenes a los que envío no cumplieron con su parte del trato: en lugar de matar a la joven, robaron todo lo que había en la casa y la violaron. Cecilia quedó embarazada y enloqueció. 
Todos estos hechos se terminan de revelar por boca de la propia Cecilia, que, como despertando de un largo letargo, recupera su lucidez poco antes de morir. Leonides, conmovida, decide que el destino la ha puesto en ese lugar, y que tiene un rol que cumplir en esa "ceremonia secreta". Así es que decide vengarse y matar a Belena, luego de lo cual recupera su identidad inicial. 

## Personajes
- Leonides Arrufat: La protagonista del relato. Una soltera de 58 años, gris, solitaria y lúgubre, vestida de luto, muy creyente y supersticiosa, con ideas y valores conservadores. Con una repulsión hacia la humanidad reflejada en sus aversiones a Natividad González, la juventud, el amor y el sexo. Leonides desarrolla diversas personalidades que la colocan primero en el rol de la madre de Cecilia, y luego, hacia el final del relato, en el de la supuesta prima de Guirlanda.
- Cecilia Engelhard: Es una joven de 23 años, poco agraciada, gorda, de baja estatura y profusa cabellera rubia. Tímida, servil, afectuosa y temerosa, ha heredado una fortuna tras la muerte de sus padres y vive sola en una casona. Tiene actitudes infantiles y se muestra muy afectada por un episodio traumático que ha sufrido.
- Encarnación y Mercedes: Supuestas amigas de la madre de Cecilia. Son hermanas y viven con su madre. Son dos mujeres mayores, que buscan sacar provecho de la situación de Cecilia robándole objetos de la casona, mientras son observadas Leonides.
- Guirlanda Santos: Madre de Cecilia, que murió a causa de un cáncer.
- Belena: Prima de Cecilia, de 42 años. Se queda a vivir con Cecilia tras la muerte de Guirlanda, con la excusa de cuidarla. Sin embargo, es quien luego idea el plan para matarla y quedarse con su herencia.
- Jan Engelhard: Padre de Cecilia, ya fallecido, de quien hereda la fortuna. De origen danés, emigrado a América. Un rosacruz dedicado al esoterismo y las ciencias ocultas.
- Natividad González: Vecina de Leonides, quien la desprecia por considerarla una persona indecente e intenta lograr que se mude empleando el lenguaje simbólico de ponerle una ortiga en la puerta de su casa. Tiene un altercado con Leonides al comienzo de la narración.

## Análisis
Eugenio Chang-Rodríguez considera que en "Ceremonia secreta la influencia de Poe y Borges es evidente y, sin embargo, la habilidad técnica, que utiliza el misterio y la poesía, revela poderosamente la independencia estética y creativa de la escritura de ficción madura. Su trama se basa en el cambio de personalidad que experimentan una joven rica y una solterona que se acerca a los sesenta años. El primero lleva una existencia trágica; su negativa a afrontar la realidad y olvidar las experiencias infelices acaba provocando su propia destrucción. Este último lleva una vida de desesperación en el mundo caótico de un gran centro urbano latinoamericano, ya plagado de las sutilezas de la pasión humana tan comunes en Europa. Incapaz de hacer frente al mundo que se desmorona que la rodea, la solterona termina matando, en una ceremonia secreta, al máximo responsable de la tragedia de su joven amiga." 
En su edición de esta y otras obras de Denevi, Donald A. Yates menciona la admiración de Denevi por Wilkie Collins, a cuya obra se parece esta novela.
Cristina Piña interpreta la novela como un cuento de hadas invertido: "este moderno e irónico cuento de hadas, replantea el camino iniciático del héroe tradicional en su enfrentamiento con la sexualidad, sólo que en lugar de resolverlo en una reconciliación con ella a partir del establecimiento de una relación personal que la incluya —las bodas del príncipe y la princesa—, la expulsa definitivamente del universo de los personajes protagónicos, reemplazándola por la relación “blanca” de una maternidad espiritual que encuentra su afirmación en el crimen con el que se cierra el texto y la soledad que le sucede." 
Fernando Alegría señaló que "hay algo, o mucho, de magia en su producción literaria: magia para ver el mundo y las gentes, no en las dimensiones que todos conocemos, sino por debajo de las mismas, allí donde toda frontera se borra y los objetos reales adquieren presencia humana, mientras los hombres se desdoblan y empiezan a actuar como enemigos de sí mismos." Acota algo que es aplicable a Ceremonia secreta: "Es difícil, acaso imposible, prever lo que harán los personajes de Denevi. Quizás el autor no lo sabe tampoco cuando comienza a escribir su historia y se entusiasma con las sorpresas que se avecinan". 

## Premios
Ceremonia Secreta recibió el primer premio, dotado de 50.000 dólares, en un concurso de cuentos llevado a cabo por la revista Life en español, en la cual se publicó por primera vez. El jurado estuvo integrado por: Octavio Paz, Hernán Díaz Arrieta, Arturo Uslar Pietri, Emir Rodríguez Monegal y Federico de Onís. 

## Adaptaciones
- Narciso Ibáñez Menta adaptó Ceremonia Secreta en una miniserie de tres episodios para televisión. Su hijo, Chicho Ibáñez Serrador escribió el guion. Fue dirigida por Edgardo Borda y tuvo en los papeles de Leonides y Cecilia a Milagros de la Vega y Estela Molly, respectivamente.[15] Tuvo la particularidad de que las escenas en la casa de Cecilia fueron filmadas en la casona del número 78 de la calle Suipacha. Denevi finalmente pudo descubrir cómo era por dentro la misteriosa casa que lo había inspirado. “Resultó ser más hermosa de lo que había imaginado”, diría.[5]
- Fue filmada como Secret Ceremony en 1968, protagonizada por Elizabeth Taylor, Mia Farrow, Robert Mitchum y Peggy Ashcroft.[16] Fue dirigida por Joseph Losey, con un guion escrito por George Tabori. Ya había sido filmada para la televisión argentina cuando fue adquirida en 1963 por Dore Schary.[17]
- La novela fue un episodio de 1981 de El mundo del espectáculo, emitido por Canal 13 y dirigido por Rodolfo Hoppe. El elenco lo integraron Susana Campos, María Danelli y Nelly Prono.[18]
- Ceremonia secreta fue un episodio emitido en 1997 de la serie de televisión Los especiales de Doria,[19] transmitida por Telefe. Alejandro Doria asumió la dirección. El elenco lo integraron Belén Blanco, Irma Córdoba, Rita Cortese, Daniela Pal, Marta Lubos y Germán Palacios. [20]
- Fue llevada al teatro en 2011 por Oscar Barney Finn.[21] Actuaron  Estela Medina (Leonides), Soledad Fandiño (Cecilia), Ana María Casó (Mercedes), Javier Díaz Santacruz, Julián Felcman, Pablo Fernández, Nicolás Fiore, Susana Lanteri (Encarnación) y Florencia Limonoff.[22][23] Las funciones tuvieron lugar en el Teatro Margarita Xirgu de San Telmo. [24]